# Zionskirche (Dresden, 1912)

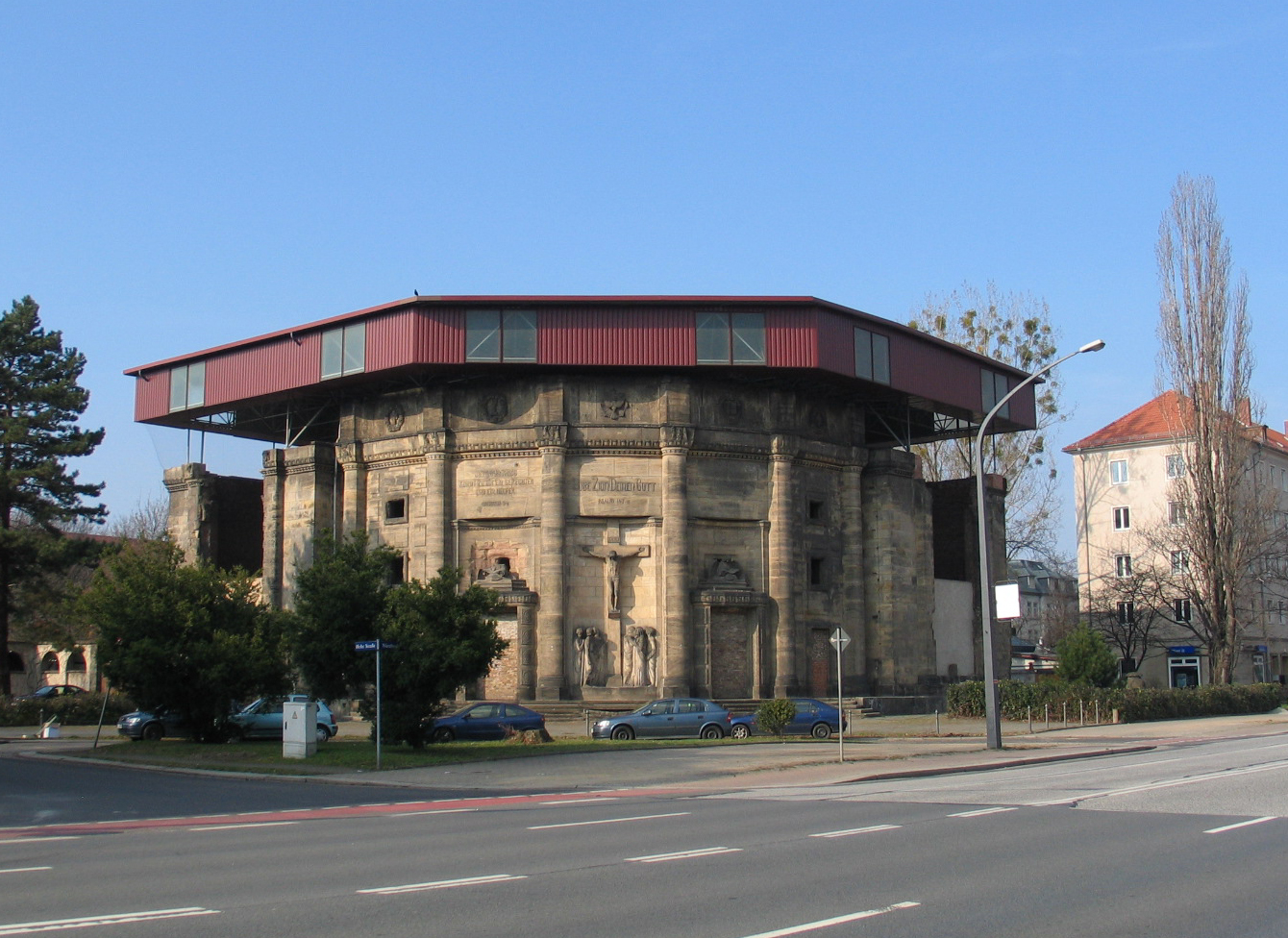
Ruine der Zionskirche von 1912

Die Zionskirche – auch Zionskirchruine oder alte Zionskirche genannt – ist eine von der Stadt Dresden als Lapidarium genutzte Kirchenruine im Stadtteil Südvorstadt. Die evangelisch-lutherische Zionskirchgemeinde erhielt im Tausch gegen das im Zweiten Weltkrieg ausgebrannte und zu großen Teilen eingestürzte Kirchengebäude ein anderes Grundstück, auf dem 1981/1982 die neue Zionskirche errichtet wurde.
Des Weiteren existiert unter dem Namen „Zionskirche“ die evangelisch-methodistische Zionskirche in Dresden-Striesen.

## Geschichte

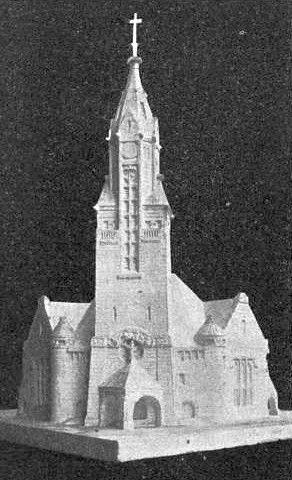
Modell der Zionskirche vor ihrer Errichtung

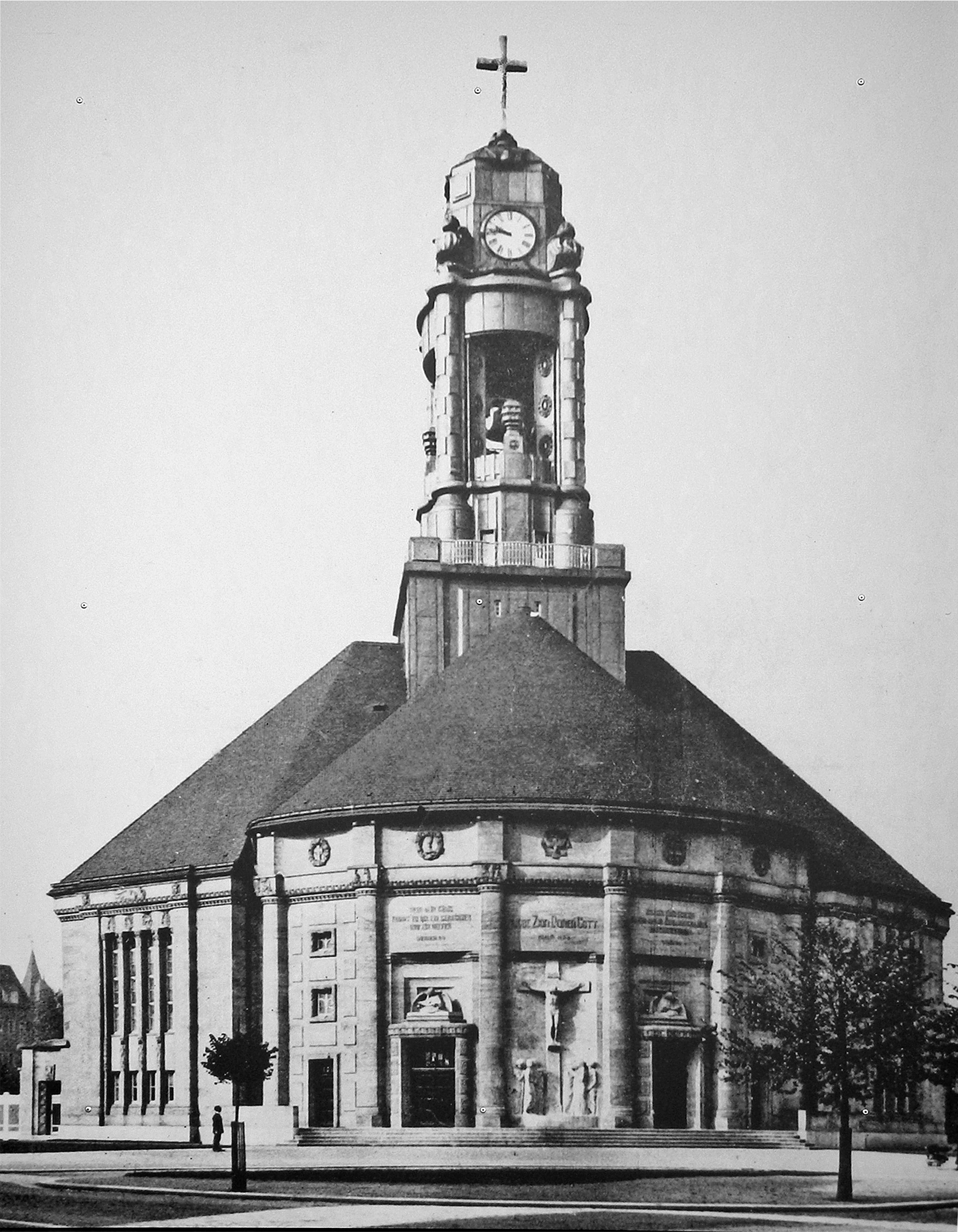
Die Zionskirche nach ihrer Fertigstellung 1912

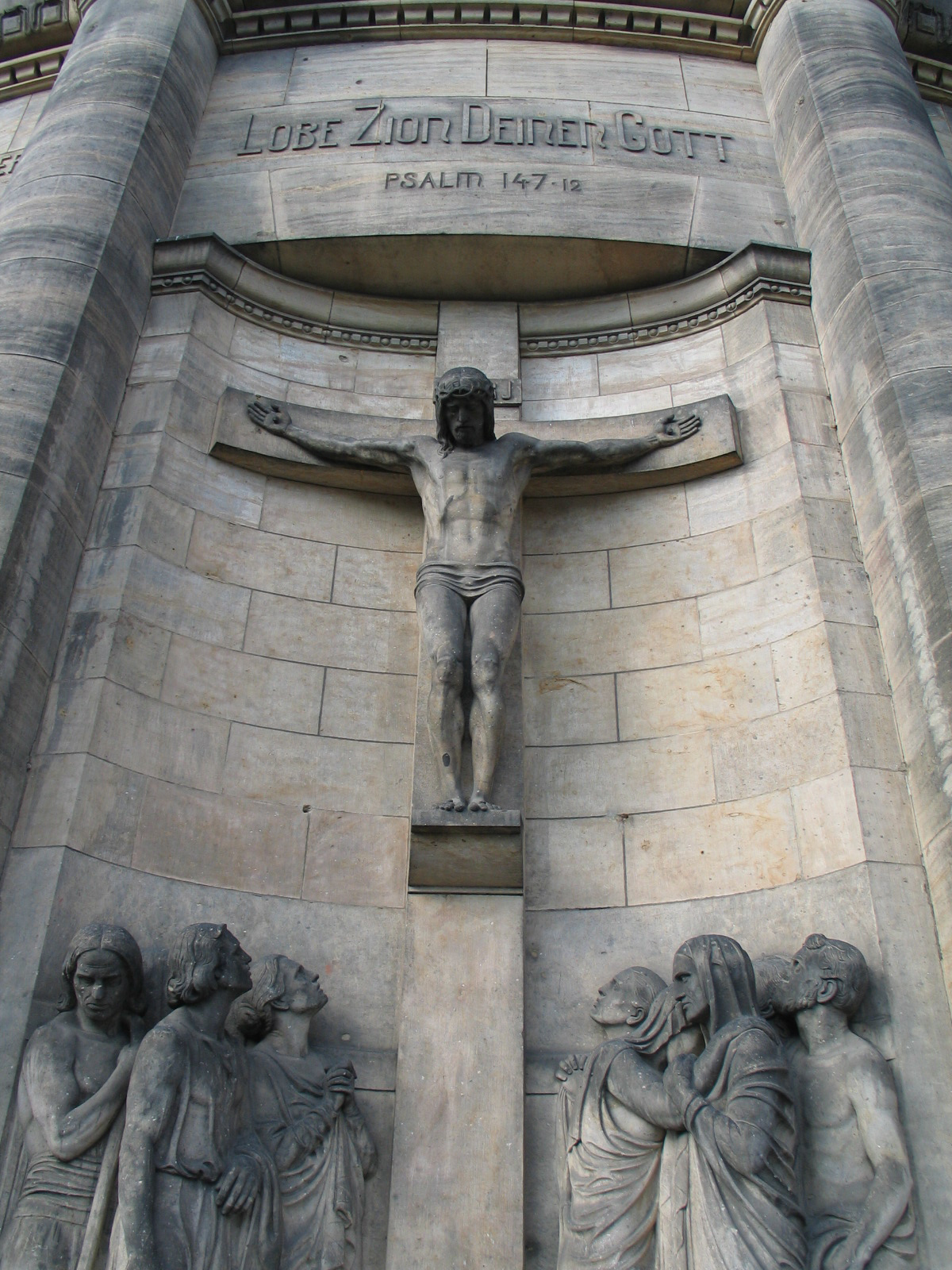
Erhalten gebliebene Kreuzigungsgruppe von Selmar Werner mit der Aufschrift: „Lobe Zion Deinen Gott“ (Psalm 147,12)

Der römisch-katholische Maschinenbaufabrikant Johann Hampel, dessen Fabrik sich in der Zwickauer Straße befand, verfügte im Jahr 1896 testamentarisch, dass sein Vermögen von etwa 750.000 Mark (kaufkraftbereinigt in heutiger Währung: knapp 6,6 Millionen Euro) an die Stadt Dresden übergehen solle, unter der Bedingung, dass dafür innerhalb einer Frist von fünf Jahren eine evangelische Kirche im Dresdner Südviertel gebaut und er mit seiner Frau unter dem Dach der Kirche beigesetzt werden. Würde dieses nicht in der Frist umgesetzt werden, so fiele das Vermögen ohne weitere Zweckbestimmung an die römisch-katholische Kirche.
Dass im Bereich der Dresdner Südvorstadt eine – lutherische – Kirche entstehen sollte, war bereits bei den grundsätzlichen Erwägungen zur Bebauung vorhanden, Straßenbauten hatten bereits mögliche Plätze markiert: Das waren zum einen das „Nürnberger Ei“, ein ovaler Platz in der Nürnberger Straße, zum anderen der Münchner Platz an der südöstlichen Grenze der Südvorstadt zum Vorort Plauen. Keineswegs waren aber organisatorische Fragen der Gemeindebildung als solcher, die aus den angrenzenden Gemeinden herausgelöst werden musste, etwa entscheidungsreif, befand sich das gesamte Areal noch in der Neubebauung. Die Bedingung, innerhalb der Kirche beigesetzt zu werden, verstieß zudem gegen inzwischen erlassene Gesetze, mit dem solche Art Beisetzungen untersagt wurden. 
Gleichwohl sollte eine Lösung gefunden werden, um das Vorhaben doch umsetzen zu können: Am 5. November 1901 wurde, um die Frist einhalten zu können, an der Nürnberger Straße / Ecke Hohe Straße zunächst der Grundstein für eine Kirche gelegt, deren Vorhaben bis dahin im Volksmund den spöttischen Namen „Hampelkirche“ trug. Um diesen Begriff zu tilgen, bekam sie bereits zur Grundsteinlegung den Namen „Zionskirche“. Ein provisorischer Holzbau folgte wenig später.
Schließlich vergab die Stadt den Auftrag an den Gewinner eines ausgeschriebenen Architekturwettbewerbs, an das Büro Schilling & Graebner. Diese setzten eine etwa 1100 Sitzplätze fassende im Jugendstil gestaltete Kirche in Form eines Zentralbaus mit einem Zeltdach und einem aufgesetzten Turm um. Letzterer war in das Dach integriert, wirkte aber eigenständig und maß 26 Meter über dem eigentlichen Dachabschluss und 50 Meter vom Boden her gemessen. Den Architekten gelang damit, und auch mit der Innenraumgestaltung, eine für die damalige Zeit ungewöhnliche und vielbeachtete Lösung.

## Beschreibung und Geschichte bis 1945
Zwischen den beiden mittleren Eingängen der abgerundeten Schauseite bestimmt die kolossale Kreuzigungsgruppe nach einem Entwurf des Bildhauers Selmar Werner die Fassade. Unter dem Dach befinden sich eine Reihe kleinerer Reliefs mit Symbolen und biblischen Darstellungen. Im Osten wurde der Kirche ein arkadenähnlicher Umgang angegliedert, hier fanden Johann Hampel und seine Frau ihre letzte Ruhestätte, die sich somit, wie von dem Spender gewünscht, „unter dem Dach der Kirche“ befand. Gegen die nach wie vor geltende Gesetzeslage verstieß dies nicht, da es sich nicht um den Kirchenraum im engeren Sinne handelte: Das Architekturbüro hatte auch für diesen Konflikt eine würdige Lösung gefunden. Ein gleichartiger Umgang befand sich auch im Süden, war also Teil des Gesamtkonzeptes dieses für die damalige Zeit ungewöhnlichen Neubaus.
Die Bronzekanzel fand in der Mittelachse im Übergang vom Altarraum zum Kirchenschiff ihren Platz, sie hat die Angriffe überstanden und befindet sich heute in der Kreuzkirche. Die Ränge waren fächerförmig ansteigend, ähnlich wie in einem Amphitheater, angeordnet. Der Entwurf für die Fenster sowie die Altarbilder stammten von dem Kunstmaler Bernhard Müller, weitere Bildhauerarbeiten von Karl Groß. Den Kirchenraum beherrschte ein auf dem Altar stehendes 4,5 Meter hohes weißes Marmorkreuz. Der Bildhauer Selmar Werner entwarf zudem für die Kirche Bronzefiguren der vier Evangelisten. 
Die Orgel der Kirche war die erste Orgel Sachsens mit rein elektrischer Traktur und Registeranlage, erbaut durch den bekannten Dresdner Orgelbaumeister Jehmlich.
Am 27. Juli 1908 wurde mit dem Bau der Kirche begonnen. Sie konnte am 29. September 1912 geweiht werden. Die Weihe führte der Superintendent Kötzsch durch und zitierte die Überschrift des Altarplatzes, „Aus Zion bricht an der schöne Glanz Gottes“. Die Gemeinde, die zwischenzeitlich gebildet wurde, umfasste 5619 Mitglieder, davon ein Großteil aus der ebenfalls in der Südvorstadt gelegenen Lukaskirche, 800 kamen aus der Gemeinde der Auferstehungskirche, etwa 80 aus der Annenkirchgemeinde. Der erste Pfarrer der Kirche war Theodor Droese, ihm folgten Herbert Böhme und Ringulf Siegmund, die beide Gegner des Nationalsozialismus waren.

## Geschichte ab 1945
Bei den Luftangriffen auf Dresden am 13./14. Februar 1945 wurde die Kirche schwer getroffen und brannte bis auf die Umfassungsmauern aus. Sie wurde später mit einem provisorischen Dach gesichert.
Die Stahlglocken der Zionskirche überstanden alle Angriffe und wurden an die Auferstehungskirche übergeben, die aufgrund der Metallspende im Zweiten Weltkrieg ihre Bronze-Kirchenglocken hatte abgeben müssen und kein eigenes Geläut mehr besaß. Anfangs auch bewusst für eine Integration überlebender Gemeindeglieder der Zionskirchgemeinde eingesetzt, erinnert sie noch heute mit ihrem Geläut an die Zionskirche vor ihrer Zerstörung; die Kreuzigungsgruppe von Selmar Werner gehört zu den wenigen original erhaltenen skulpturalen Arbeiten und dominiert auch jetzt noch die Ansicht der Ruine von Nordosten aus.
Die Zionskirchgemeinde selbst wurde 1945 zunächst aufgelöst und der Auferstehungskirchgemeinde angegliedert. Erst 1956 wurde sie erneut gebildet und zunächst in einer Baracke neben der Ruine untergebracht. Diese Baracke war eine schwedische Spende und 1949 von Mitgliedern der Evangelischen Studentengemeinde errichtet worden.
Im Tausch gegen das Areal für das Grundstück zum Bau einer neuen Zionskirche wurde die Stadt Dresden Ende der 1970er Jahre Eigentümer der Zionskirchruine. Mit Beginn des Wiederaufbaus des Dresdner Schlosses ab 1985 wurde auf Vorschlag des Instituts für Denkmalpflege die Kirchruine als Zentrallager für ca. 7100 Fragmente bestimmt und zum Lapidarium ausgebaut. Ab 1995 konnten die bestehenden Außenlager aufgelöst werden. 1996 erhielt das Gebäude ein Wetterschutzdach.

## Geistliche
- 1912–1923: Theodor Dröse (Nachkomme Ludwig Richters)
- 1923–1932: Herbert Böhme (später Superintendent in Meißen)
- 1932–1945: Ringulf Siegmund (später Superintendent in Aue und Dresden)
- 1945–1956: Richard Schwan und Werner Krusche (später Bischof der Evangelischen Kirche der Kirchenprovinz Sachsen)
- 1956–1960: Georg Walther
- 1960–1964: Werner Tannert (später Oberkirchenrat im Landeskirchenamt)
- 1964–2001: Michael Kanig (ab 31. Oktober 1982 in der neu errichteten Zionskirche)